# Гау-Одернхайм
Гау-Одернхайм (нем. Gau-Odernheim) — община в Германии, в земле Рейнланд-Пфальц. 
Входит в состав района Альцай-Вормс. Подчиняется управлению Альцай-Ланд.  Население составляет 3815 человек (на 31 декабря 2010 года). Занимает площадь 18,27 км².
Коммуна подразделяется на 2 сельских округа.

## Фотографии

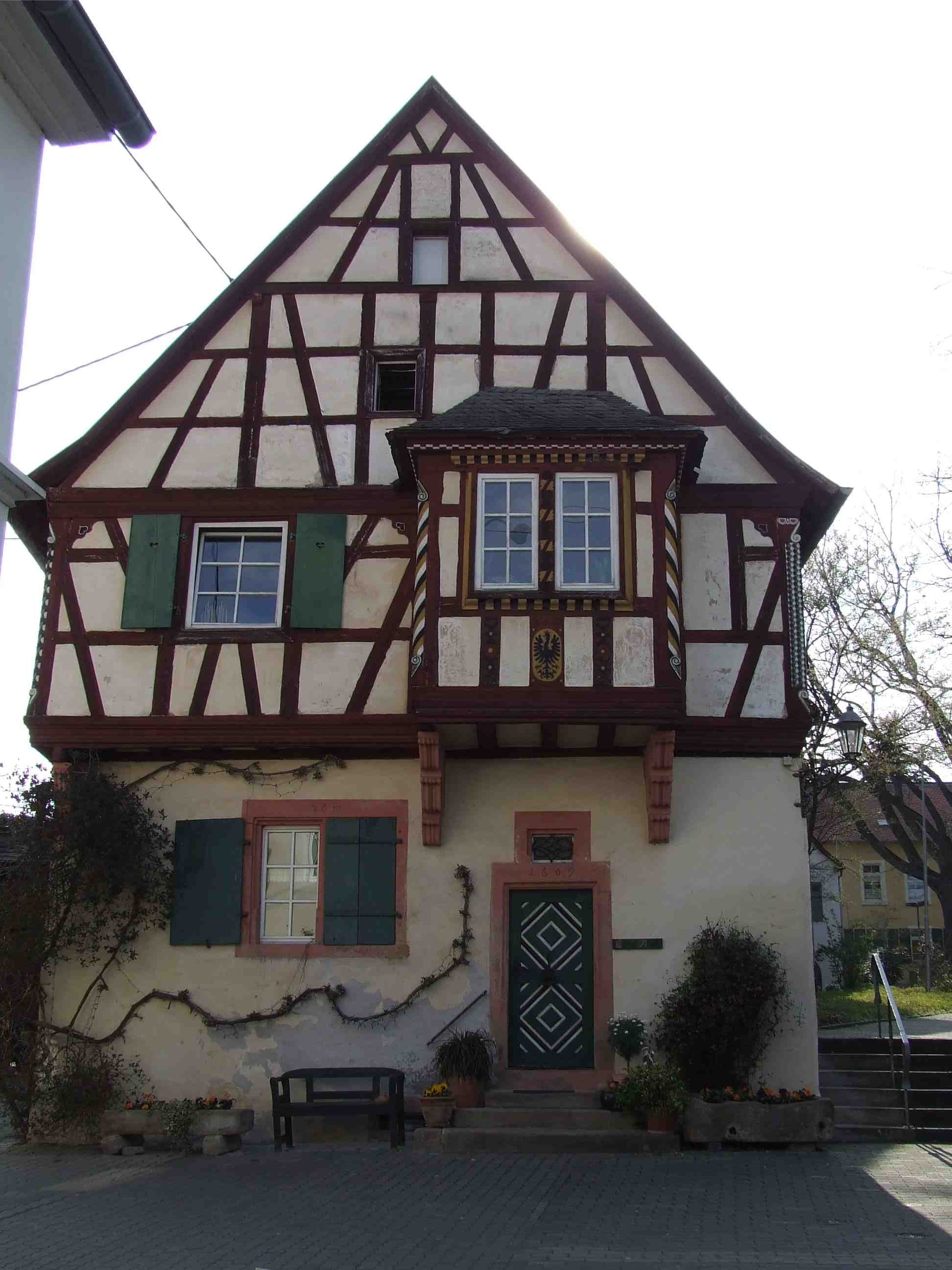
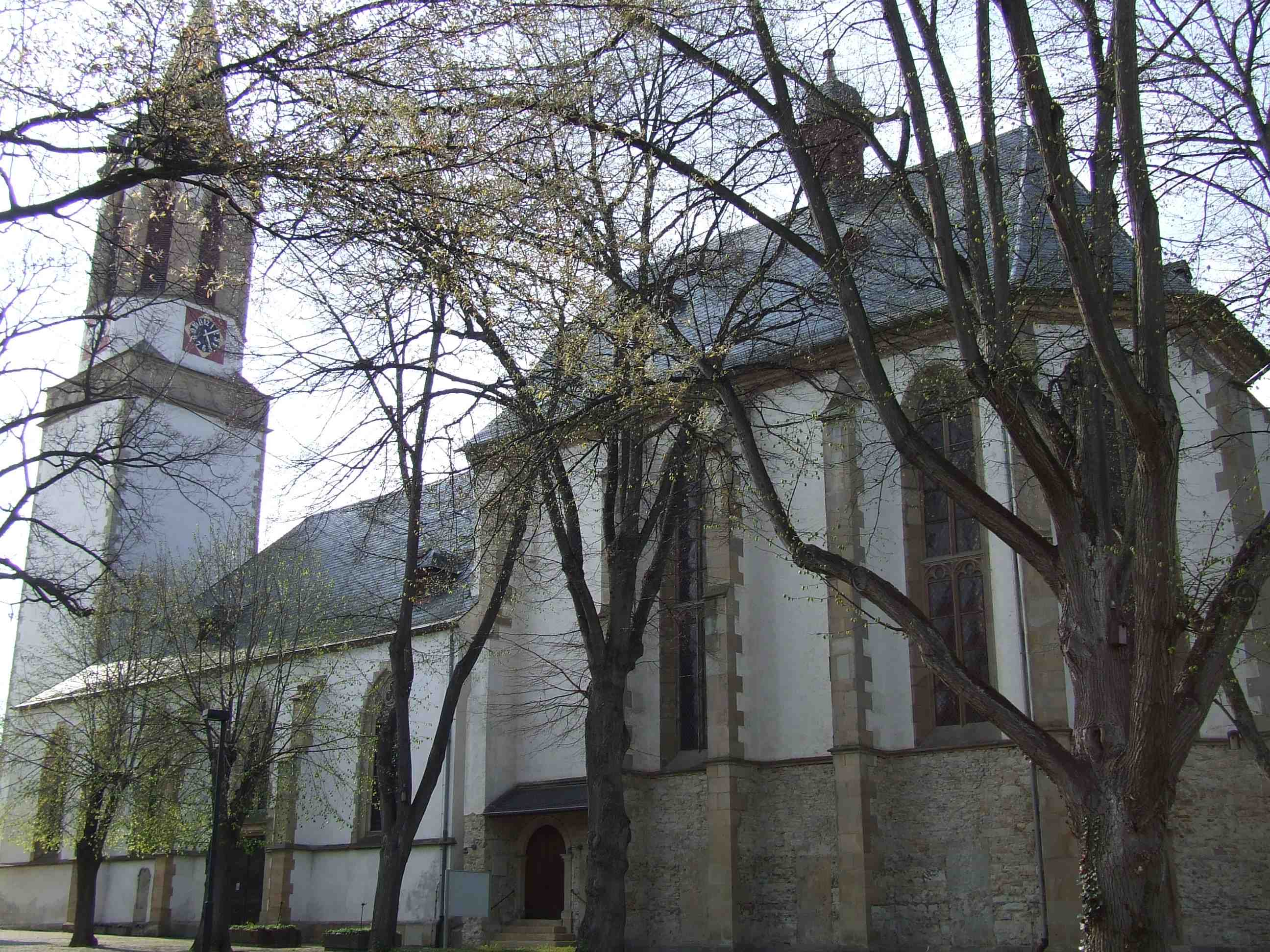
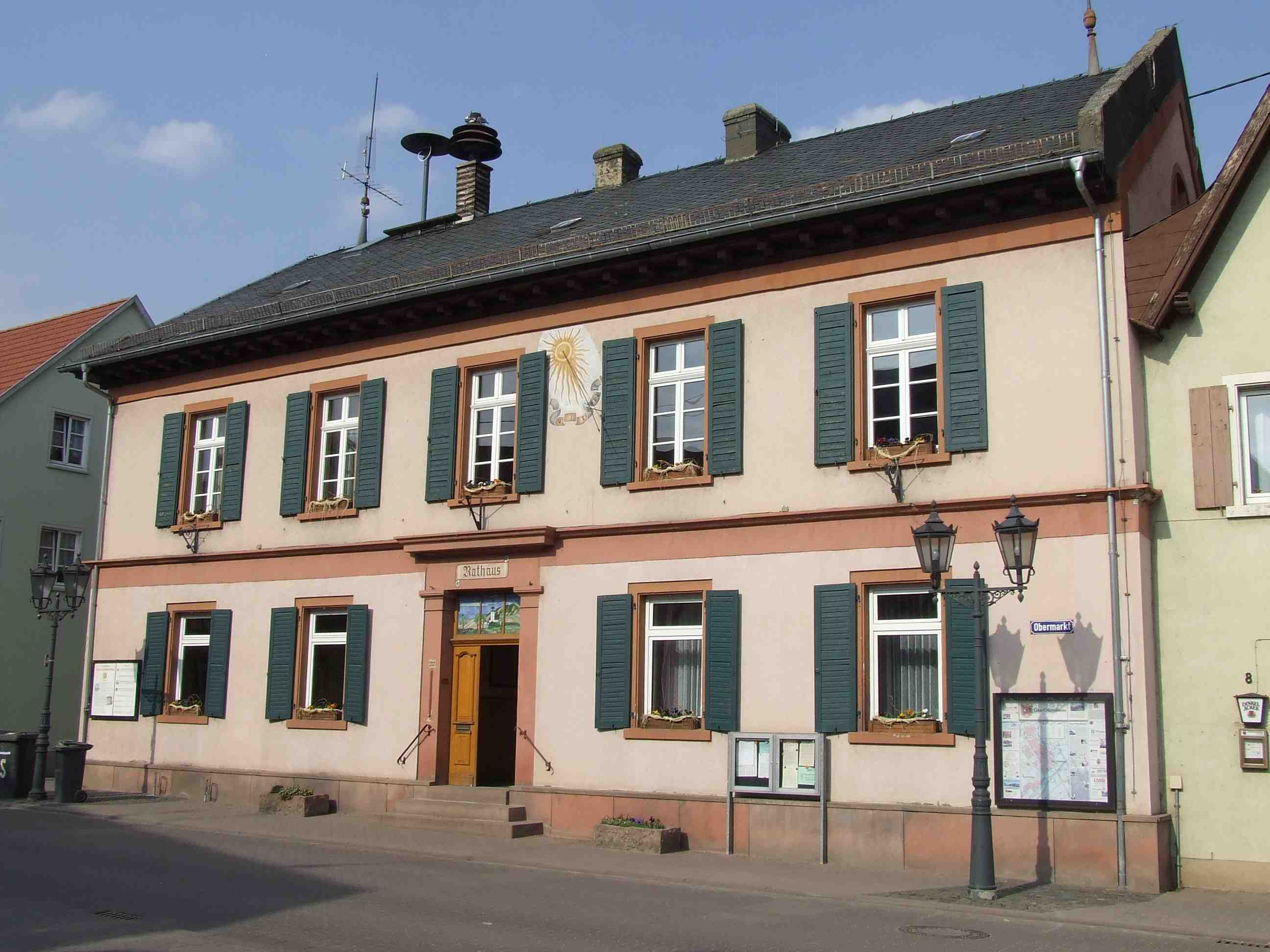
Ратуша